# (766) Moguntia
(766) Moguntia es un asteroide perteneciente al cinturón de asteroides descubierto el 29 de septiembre de 1913 por Franz Heinrich Kaiser desde el observatorio de Heidelberg-Königstuhl, Alemania.
Está nombrado por el nombre romano de la ciudad alemana de Maguncia.
Forma parte de la familia asteroidal de Eos.